# 1862年大西洋飓风季
1862年大西洋飓风季共形成六个热带气旋，其中只有一个曾经登陆。全季共有三个气旋达到热带风暴标准，三个达到飓风强度，没有大型飓风。不过，考虑到当时缺乏包括气象卫星在内的现代观测手段，基本上只有那些在海上遇到船只或是吹袭有人类居住陆地的风暴才有文献记载，所以实际形成的热带气旋可能更多。气象学家克里斯托弗·朗诗（Christopher W. Landsea）估计，1851至1885年间实际形成的风暴数量可能比数据库中要多零到六场。全季确认存在的六个北大西洋热带气旋中有五个是由气象学家何塞·费尔南德斯-帕塔加斯（Jose Fernandez-Partagas）和亨利·迪亚兹（Henry Diaz）在1995年出版的文献中首度记载，另一个则是2003年迈克尔·切诺维斯（Michael Chenoweth）根据巴拿马科隆的纪录加入。
6月15至17日，本季首场热带风暴出现在美国东岸近海。第二场则要到约两个月后的8月中旬才形成，第三个气旋又要到9月中旬成型，两场风暴的最高强度都能在现代萨菲尔-辛普森飓风等级下达到二级飓风标准，但均未登陆。10月5日，第四个热带气旋在圣卢西亚引发洪灾，又在巴巴多斯部分地区降下暴雨，但风暴此前的发展历程已不可考。第五号飓风确定曾于10月在美国东岸近海活动，第六个气旋的中心于11月22至25日间在巴拿马附近活动。
这年飓风季低迷的活跃程度还经累积气旋能量指数反映出来，数值仅有46。大致来说，气旋能量指数通过飓风强度和持续时间计算，强度越高、持续时间越长的风暴，其指数也相应越高。只有在热带天气系统风速达到或超过每小时63公里（34节）或热带风暴强度时才会计算该指数，并纳入全面的气象公告，并且亚热带气旋的指数不会计入累积数值。

## 风暴

### 第一号热带风暴
气象机构根据四艘船只的报告推断，6月中旬美国东岸近海有热带风暴存在并持续两天。气旋于6月15日在萨凡纳以东约550公里海域形成，然后缓慢北上，于两天后在弗吉尼亚海滩以东约400公里洋面逐渐消散。

### 第二号飓风
8月18日，佛罗里达州以东约1000公里海域出现一场强度在现代萨菲尔-辛普森飓风等级下达到二级标准的飓风。接下来三天里，气旋向北沿美国东岸平行移动，于8月21日在纽芬兰岛以南约500公里洋面消散。

### 第三号飓风
9月12日，西班牙“朱利安·德安苏塔号”（Julian de Unsueta）船只的桅杆被强风刮倒，数天后在美属维尔京群岛的圣托马斯岛入港。9月13日，“蒙特苏马号”（Montezuma）和“瞪羚号”（Gazelle）三桅帆船的桅杆都被巴巴多斯附近的飓风刮倒。风暴在9月14至16日间的动向缺乏文献记载，但9月17日又有“阿拜拉号”（Abbyla）和“伊利亚斯·派克号”（Elias Pike）三桅帆船在距北卡罗莱纳州约800公里洋面遭遇飓风。9月19日，美国东岸近海有多艘船只遇到气旋，有些是在向北远至加拿大塞布尔岛海域。根据上述船只报告，气象机构推定风暴移动路线于9月12日在维尔京群岛东北方向约800公里海域开始，9月20日在新斯科舍近海中止。

### 第四号热带风暴
10月5日，圣卢西亚因热带风暴发生洪灾。巴巴多斯斯佩茨敦（Speightstown）于10月5至6日受到狂风暴雨摧残。风暴还对圣文森特岛构成影响，但其详细移动路线及强弱变化已不可考，大西洋飓风数据库中只记录气旋经过的一点位置。

### 第五号飓风
10月14日，百慕大以西约500公里海域出现强度达到一级飓风标准的热带气旋。“阿尔伯特·崔特号”（Albert Treat）双桅纵帆船遇到风暴后船身横向倾倒，受到相当严重的破坏，船上三人溺毙。次日，更北面的“刺槐号”（Acacia）三桅帆船也一度横向倾倒，但之后顺利脱险。10月16日，飓风沿美国东岸平行北上。“奥德号”（Oder）船只于当天在塞布尔岛因遭遇风暴失去船帆。10月16日中午左右，飓风转变成温带气旋，最终于10月17日完全消散。

### 第六号热带风暴
根据美国“詹姆斯·阿杰号”（James Adger）船只上船员保存的气象纪录，11月22至25日间，巴拿马科隆西北方向有强烈热带风暴存在。气旋于11月24日晚减弱，并于次日开始缓慢向西飘移，最终于当天逐渐消散。